# Cosmic Psychos
Cosmic Psychos son una banda australiana de punk formada en 1982 como Spring Plains. Entre los miembros fundadores están Ross Knight (guitarra, voz), Robbie Addington (guitarra, voz) y Steve Morrow (voz). El musicólogo australiano Ian McFarlane los describió como “un tipo de punk estruendoso, en algún lugar entre The Birthday Party y los Ramones más narcóticos”. A finales de 1984, Ross Knight renombró el grupo como Cosmic Psychos. Publicaron su primer álbum, Down On The Farm, en diciembre de 1985. McFarlane observó que el grupo había utilizado “a partes iguales riffs de los Stooges, ritmos de los Ramones, montones de wah wah, actitud del hardcore estadounidense de los ochenta, y una dosis sana de humor garrulo (yobbo)”. Le siguieron varios álbumes y fueron promocionados con giras por Australia, Europa y Estados Unidos, incluyendo festivales con Mudhoney, Nirvana, L7, Helmet y Motörhead. En 1990, Jones fue sustituido por Robbie Watts a la guitarra. En 2005, Walsh fue reemplazado por Dean Muller (Hoss, Chris Russell's Chicken Walk) a la batería. El 1 de julio de 2006, Watts falleció de un ataque al corazón a la edad de 47 años. La banda continuó tocando con la incorporación de John McKeering de The Onyas.

## Miembros

### Miembros actuales
- Ross Knight — voz, bajo (1982-presente)
- John McKeering — guitarra (2006-presente)
- Dean Muller — batería (2005-presente)

### Miembros anteriores
- Peter Jones — guitarra (1982-1990)
- Steve Morrow — voz (1982)
- Neal Turton-Lane — bajo (1982)
- Bill Walsh — batería (1982-2005)
- Robbie Watts — guitarra (1990-2006) (fallecido)

## Discografía

### Álbumes
- Cosmic Psychos (1987)
- Go The Hack (1989)
- Blokes You Can Trust (1991)
- Self Totalled (1995)
- Oh What a Lovely Pie (1997)
- Off Ya Cruet! (2006)
- Dung Australia (2007)
- Glorius Barsteds (2011)
- Cum The Raw Prawn (2015)
- Loudmouth Soup (2018)
- Mountain Of Piss (2021)

### Álbumes en directo
- Slave To The Crave: Live At The Palace, Melbourne (1990)
- I Love My Tractor: Live At The Tote Hotel, Melbourne (2013)

### Recopilatorios
- 15 Years, a Million Beers (2001)

### Extended plays
- Down On The Farm (December 1985)
- Palomino Pizza (May 1993)